# Lara Balseiro Candia
Lara Balseiro (Vivero, España, 22 de enero de 1993) es una jugadora española de fútbol sala. Juega de ala y su equipo actual es el Vilalba FS de la Segunda División de fútbol sala femenino de España.

## Trayectoria
Comenzó su carrera en el Viveiro, equipo de su ciudad natal hasta que en la temporada 2008-09 cuando tenía 15 años ficha por el Burela que en aquella época militaba en la segunda división y consiguió el ascenso a primera división. Juega 2 temporadas en primera división con el Burela, debutando en primera en el partido disputado contra el Cellosa Torrejón el 18 de octubre de 2009. Posteriormente se marcha la temporada 2011-12 al Poio para jugar en segunda división. Al año siguiente vuelve al Burela donde sigue jugando en la actualidad y ha conseguido todos sus títulos, en todas las competiciones donde ha participado. Tiene el honor de haber marcado el gol número 1000 del Burela. En la temporada 2022-23 ficha por el Marín Futsal.

## Estadísticas
Clubes
 Actualizado al último partido jugado el 29 de mayo de 2023.
| Club | Div.          | Temporada     | Liga  | Liga  | Liga       | Liga      | Copas nacionales(1) | Copas nacionales(1) | Copas nacionales(1) | Copas nacionales(1) | Torneos internacionales(2) | Torneos internacionales(2) | Torneos internacionales(2) | Torneos internacionales(2) | Total(3) | Total(3) | Total(3)   | Total(3)  |
| Club | Div.          | Temporada     | Part. | Goles | Amonestado | Expulsado | Part.               | Goles               | Amonestado          | Expulsado           | Part.                      | Goles                      | Amonestado                 | Expulsado                  | Part.    | Goles    | Amonestado | Expulsado |
| --- | ------------- | ------------- | ----- | ----- | ---------- | --------- | ------------------- | ------------------- | ------------------- | ------------------- | -------------------------- | -------------------------- | -------------------------- | -------------------------- | -------- | -------- | ---------- | --------- |
| Viveiro · España |               |               |       |       |            |           |                     |                     |                     |                     |                            |                            |                            |                            |          |          |            |           |
| Aut. |               |               |       |       |            |           |                     |                     |                     |                     |                            |                            |                            |                            |          |          |            |           |
| |               | -             | -     | -     | -          | -         | -                   | -                   | -                   | -                   | -                          | -                          |                            | -                          | -        | -        |            |           |
| Total club | Total club    | -             | -     | -     | -          | -         | -                   | -                   | -                   | -                   | -                          | -                          | -                          | -                          | -        | -        | -          |           |
| CD Burela FS · España |               |               |       |       |            |           |                     |                     |                     |                     |                            |                            |                            |                            |          |          |            |           |
| 1.ª |               |               |       |       |            |           |                     |                     |                     |                     |                            |                            |                            |                            |          |          |            |           |
| 2009-10 | 7             | 1             | 0     | 0     | -          | -         | -                   | -                   | -                   | -                   | -                          | -                          | 7                          | 1                          | 0        | 0        |            |           |
| 2010-11* | 9             | 2             | 0     | 0     | 0          | 0         | 0                   | 0                   | -                   | -                   | -                          | -                          | 9                          | 2                          | 0        | 0        |            |           |
| Total club | Total club    | 16            | 3     | 0     | 0          | 0         | 0                   | 0                   | 0                   | -                   | -                          | -                          | -                          | 16                         | 3        | 0        | 0          |           |
| Poio Pescamar FS · España |               |               |       |       |            |           |                     |                     |                     |                     |                            |                            |                            |                            |          |          |            |           |
| 2.ª |               |               |       |       |            |           |                     |                     |                     |                     |                            |                            |                            |                            |          |          |            |           |
| 2011-12 |               | -             | -     | -     | -          | -         | -                   | -                   | -                   | -                   | -                          | -                          | -                          | -                          | -        | -        |            |           |
| Total club | Total club    | -             | -     | -     | -          | -         | -                   | -                   | -                   | -                   | -                          | -                          | -                          | -                          | -        | -        | -          |           |
| CD Burela FS · España |               |               |       |       |            |           |                     |                     |                     |                     |                            |                            |                            |                            |          |          |            |           |
| 1.ª |               |               |       |       |            |           |                     |                     |                     |                     |                            |                            |                            |                            |          |          |            |           |
| 2012-13 | 12            | 2             | 0     | 0     | 1          | 0         | 0                   | 0                   | -                   | -                   | -                          | -                          | 13                         | 2                          | 0        | 0        |            |           |
| 2013-14 | 28            | 10            | 1     | 0     | 3          | 0         | 1                   | 0                   | -                   | -                   | -                          | -                          | 31                         | 10                         | 2        | 0        |            |           |
| 2014-15 | 19            | 2             | 1     | 0     | 0          | 0         | 0                   | 0                   | -                   | -                   | -                          | -                          | 19                         | 2                          | 1        | 0        |            |           |
| 2015-16 | 17            | 5             | 2     | 0     | 0          | 0         | 0                   | 0                   | -                   | -                   | -                          | -                          | 17                         | 5                          | 2        | 0        |            |           |
| 2016-17 | 27            | 6             | 2     | 0     | 3          | 0         | 2                   | 0                   | -                   | -                   | -                          | -                          | 30                         | 6                          | 4        | 0        |            |           |
| 2017-18 | 28            | 21            | 4     | 0     | 2          | 0         | 1                   | 0                   | -                   | -                   | -                          | -                          | 30                         | 21                         | 5        | 0        |            |           |
| 2018-19 | 28            | 7             | 4     | 0     | 3          | 1         | 0                   | 0                   | -                   | -                   | -                          | -                          | 31                         | 8                          | 4        | 0        |            |           |
| 2019-20 | 21            | 4             | 0     | 0     | 3          | 0         | 0                   | 0                   | 2                   | 2                   | -                          | -                          | 26                         | 6                          | 0        | 0        |            |           |
| 2020-21 | 23            | 6             | 3     | 0     | 2          | 0         | 0                   | 0                   | -                   | -                   | -                          | -                          | 25                         | 6                          | 3        | 0        |            |           |
| 2021-22 | 19            | 4             | 0     | 0     | 3          | 2         | 0                   | 0                   | -                   | -                   | -                          | -                          | 22                         | 6                          | 0        | 0        |            |           |
| Total club | Total club    | 221           | 67    | 17    | 0          | 20        | 3                   | 4                   | 0                   | 2                   | 2                          | -                          | -                          | 243                        | 72       | 21       | 0          |           |
| Marín Futsal · España |               |               |       |       |            |           |                     |                     |                     |                     |                            |                            |                            |                            |          |          |            |           |
| 2.ª |               |               |       |       |            |           |                     |                     |                     |                     |                            |                            |                            |                            |          |          |            |           |
| 2022-23 | 29            | 10            | 2     | 0     | 3          | 0         | 0                   | 0                   | -                   | -                   | -                          | -                          | 32                         | 10                         | 2        | 0        |            |           |
| Total club | Total club    | 29            | 10    | 2     | 0          | 3         | 0                   | 0                   | 0                   | -                   | -                          | -                          | -                          | 29                         | 10       | 2        | 0          |           |
| Total carrera | Total carrera | Total carrera | 266   | 88    | 19         | 0         | 23                  | 3                   | 4                   | 0                   | 2                          | 2                          | -                          | -                          | 291      | 85       | 23         | 0         |
| (1) Incluye datos de Copa / Supercopa. (2) Incluye datos de Campeonato de Europa de Clubes, Recopa y Copa Intercontinental. (3) No incluye datos de partidos amistosos. |               |               |       |       |            |           |                     |                     |                     |                     |                            |                            |                            |                            |          |          |            |           |

Nota: En la temporada 2010-11 faltan por comprobar 15 jornadas

## Palmarés y distinciones
- Liga española: 4

2012-13, 2015-16, 2019-20 y 2020-21.
- Copa de España: 5

2013, 2019, 2020, 2021 y 2022.
- Supercopa de España: 4

2015, 2019, 2020 y 2021
- Campeonato de Europa de Clubes de fútbol sala femenino: 1

2021
- Recopa de Europa: 1

2019
- Copa Galicia: 7

2009, 2010, 2014, 2015, 2019, 2020 y 2024.